# قبایل یهودی عربستان
قبایل یهودی عربستان گروه‌های قومی بودند که به دین یهود باور داشتند، که پیش و در هنگام پیدایش اسلام در شبه جزیره عربستان زندگی می‌کردند. در سنت اسلامی، قبایل یهودی حجاز را فرزندان عبریان باستان می‌دانستند، بر اساس منابع تاریخی مسلمانان، آن‌ها به زبانی غیر از عربی سخن می‌گفتند، که طبری ادعا می‌کند زبان پارسی بوده‌است. این بدان معناست که آن‌ها به جامعه یهودی عمده بابل متصل بودند. برخی از روایات یهودی وجود قبایل کوچ نشینی مانند رکابیت‌ها را که در دوران باستان به یهودیت گرویدند، ثبت کرده‌اند.

## زبان
یهودیان عربستان به عربی تکلم می‌کردند ولی زبان مذهبی آنان عبری و آرامی بود.

## قبایل
- اوس، که از سوریه به عربستان فرار کرده بودند و بعد از درگیری با مسلمانان در یثرب بار دیگر به سوریه بازگشتند.
- خزرج
- بنی حارث
- بنی جُشام
- بنی نجار
- بنی قینقاع
- بنی سعدیه
- بنی شطیبه
- بنی کنانه
- بنی زریق
- بنی قریظه
- بنی نضیر
- بنی قضاعه

## تاریخ مهاجرت
مهاجرت یهودیان به شبه جزیره عربستان در پنج مقطع مختلف صورت گرفت:
- بعد از فروپاشی پادشاهی یهودا در ۵۸۶ قبل از میلاد و اسارت گرفته شدن یهودیان در بابل.
- بعد از حمله رومیان به یهودا
- بعد از شورش یهودیان در سال ۶۶ میلادی و نابودی معبد دوم اورشلیم به دست تیتوس در سال ۷۰ میلادی.
- بعد از شکست شورش بارکوخبا در سال ۱۳۵ میلادی
- مهاجرت بنی اوس و بنی خزرج از سوریه در سال ۳۰۰ میلادی به دلیل فشارهای غساسنه
- مهاجرت در حدود سال ۳۸۰ میلادی از سرزمین یهودا

## یهودیان عرب شده
یهودیان یمنی اعتقاد دارند که اجداد آن‌ها ۴۲ سال قبل از نابودی معبد اول سلیمان به یمن مهاجرت کردند. ارمیای نبی در کتاب خود اشاره می‌کند که ۷۵۰۰۰ یهودی که در بین آن‌ها کوهنها و لاویان نیز بودند به یمن مهاجرت کردند. قبیله بنی حبان در یمن اعتقاد دارند که اجدادشان قبل از نابودی معبد دوم اورشلیم به آنجا مهاجرت کردند. در حدود قرن چهارم و پنجم میلادی بنی اوس و بنی خزرج به مهم‌ترین افراد یثرب تبدیل شدند و به دلیل حضور آن‌ها مهمانان زیادی به یثرب می‌رفتند. در هنگامی که در حدود سال ۴۷۰ میلادی شاه ساسانی پیروز قصد نابودی یهودیان را داشت؛ راس جالوت زمانه حنا پنجم دخترش را به همراه گروهی از پیروانش به یثرب فرستاد تا در امان باشند.

## عربهای یهودی شده
در حدود سال ۴۰۰ میلادی، یک عرب یهودی شده به نام تُبَع ابو کرب اسعد،تلاش کرد کل شبه جزیره عربستان را تحت کنترل خود بگیرد. او روابط خوبی با عربهای مشرک برقرار کرد و به دستور قصی ابن کلاب خانه کعبه را بازسازی نمود و اجازه داد که عرب الکهانین (کوهنها) خانه‌های خود را در کنار کعبه بسازند. قصی ابن کلاب جد بزرگ شیبه ابن هاشم بود که با نام عبدالمطلب شناخته می‌ شود و دارای همسری یهودی بوده‌است. قصی ابن کلاب جد بسیاری از صحابه محمد نیز بوده‌است و فرزندان او قبیله قریش را تشکیل دادند. هنگامی که قصی به سن بزرگسالی رسید مردی از قبیله خزاعه به نام هیلل مسئول خانه کعبه بود و نسیء را اجرا می‌کرد. قصی با دختر او ازدواج کرد و کلیددار خانه کعبه شد. در حدود سال ۴۵۵ میلادی آخرین پادشاه عربهای یهودی شده، ذو نواس به دنیا آمد. او به دلیل تعصب مذهبی بیش از حد در دین یهودی کشته شد. وقتی او شنید که مسیحیان بیزانس یهودیان را می‌کشند تاجران بیزانسی که به مکه آمده بودند را کشت. او برای انتقام آن‌ها را در گودالهای بزرگی به صورت دسته جمعی سوزاند. این کشتار باعث قطع تجارت و جنگ بزرگی شد که در نهایت شکست او را به ارمغان داشت. او سپس به شهر نجران در یمن حمله کرد و مسیحیان آنجا را شکست داد. او به مردم شهر گفت که یهودی شوند یا کشته شوند و چون آن‌ها حاضر به یهودی شدن نبودند رئیس قبیله آنان و سیصد و چهل مرد آنان را کشت.

## آغاز اسلام
۴۹۰ سال (۷ * ۷۰سال) از زمان شکست یهودیان در شورش بارکوخبا در سال ۱۳۲ میلادی گذشته بود. بارکوخبا ادعای مسیح بودن کرده بود و به دلیل شکست او یهودیان بر طبق کتاب دانیال منتظر مسیحی بودند که مسیح واقعی جنگجو باشد. از این رو تمامی قبایل یهودی عربستان که پیش‌بینی کتاب دانیال را می‌دانستند منتظر مسیحی واقعی بودند. این پیش‌بینی با پیشبینیهای اسلامی که در آن محمد آخرین پیامبر دانسته می‌شود و تورات را تأیید می‌کند همخوانی دارد. قبایل یهودی نقش بسیار مهمی در گسترش اسلام داشتند. محمد با قبایل یهودی در ارتباط بود و بسیاری از تعالیم او با تعالیم یهودی یکسان است. محمد قادر به خواندن و نوشتن نبود و اینکه او متون یهودی را خوانده باشد به نظر غیر محتمل میآید. ولیکن وقتی یهودیان حاضر به قبول کردن محمد به عنوان پیامبر نشدند به تدریج اسلام از یهودیت فاصله گرفت، قبله از اورشلیم به مکه تغییر یافت، روز جمعه روز مقدس شد و تفاوتهایی بین قوانین کوشر و قوانین حلال ایجاد شد. ولیکن روز جمعه هیچگاه قرار نبود معادل روز شنبه برای مسلمانان شود و قداست روز شنبه را در دین یهود داشته باشد. تغییر قبله از اورشلیم به مکه در قرآن به عنوان آزمایش گروندگان واقعی به محمد و دین او ذکر شده‌است. در سال ۶۲۲ محمد که می‌دانست یهودیان به دلیل شکستهای پی در پی، رها شدن توسط یهودیان ایرانی، از دست دادن اورشلیم و قتل راس جالوت نحمیا بن هوشیل منتظر مسیح هستند به طائف رفت. محمد امیدوار بود که یهودیان بعد از شنیدن دعوت او، وی را قبول کنند ولیکن بعد از رسیدن به طائف توسط یهودیان کاملاً رد شد. در سال ۶۲۲ میلادی شلوم بن هوشیل، راس جالوت زمانه به نزد محمد رفت و به دین اسلام گروید. با گرویدن شلوم، مقاومت قبایل یهودی در برابر او به شدت کاهش یافت. بعضی از این قبایل به علاقه و بعضی به زور به اسلام گرویدند و بعضی آنوسی شدند. بعضی دیگر که به شدت بیشتری مقاومت می‌کردند کشته شدند.